# Liste der finnischen Abgeordneten zum EU-Parlament (2009–2014)
Die Liste der finnischen Abgeordneten zum EU-Parlament (2009–2014) listet alle finnischen Mitglieder des 7. Europäischen Parlaments nach der Europawahl in Finnland 2009.

## Mandatsstärke der Parteien
- S&D: 2
- G/EFA: 2
- ALDE: 4
- EVP: 4
- EFD: 1

| Nationale Partei                          | Mandate | Fraktion                                                                               |
| ----------------------------------------- | ------- | -------------------------------------------------------------------------------------- |
| Kansallinen Kokoomus (Kok)                | 3       | Fraktion der Europäischen Volkspartei (EVP)                                            |
| Kristillisdemokraatit (KD)                | 1       | Fraktion der Europäischen Volkspartei (EVP)                                            |
| Suomen Keskusta (Kesk)                    | 3       | Fraktion der Allianz der Liberalen und Demokraten für Europa (ALDE)                    |
| Ruotsalainen kansanpuolue (RKP)           | 1       | Fraktion der Allianz der Liberalen und Demokraten für Europa (ALDE)                    |
| Suomen Sosialidemokraattinen Puolue (SDP) | 2       | Fraktion der Progressiven Allianz der Sozialdemokraten im Europäischen Parlament (S&D) |
| Vihreä liitto (Vihr)                      | 2       | Die Grünen/Europäische Freie Allianz (G/EFA)                                           |
| Perussuomalaiset (PS)                     | 1       | Europa der Freiheit und Demokratie (EFD)                                               |
| Gesamt                                    | 13      |                                                                                        |

## Abgeordnete
| Bild | Name                | von            | bis            | Partei | Fraktion | Anmerkungen                   |
| ---- | ------------------- | -------------- | -------------- | ------ | -------- | ----------------------------- |
|      | Tarja Cronberg      | 22. Juni 2011  | 30. Juni 2014  | Vihr   | G/EFA    | Nachgerückt für Heidi Hautala |
|      | Sari Essayah        | 14. Juli 2009  | 30. Juni 2014  | KD     | EVP      |                               |
|      | Carl Haglund        | 14. Juli 2009  | 4. Juli 2012   | RKP    | ALDE     | Nachrücker: Nils Torvalds     |
|      | Satu Hassi          | 14. Juli 2009  | 30. Juni 2014  | Vihr   | G/EFA    |                               |
|      | Heidi Hautala       | 14. Juli 2009  | 21. Juni 2011  | Vihr   | G/EFA    | Nachrückerin: Tarja Cronberg  |
|      | Ville Itälä         | 14. Juli 2009  | 28. Feb. 2012  | Kok    | EVP      | Nachrücker: Petri Sarvamaa    |
|      | Liisa Jaakonsaari   | 14. Juli 2009  | 30. Juni 2014  | SDP    | S&D      |                               |
|      | Anneli Jäätteenmäki | 14. Juli 2009  | 30. Juni 2014  | Kesk   | ALDE     |                               |
|      | Eija-Riitta Korhola | 14. Juli 2009  | 30. Juni 2014  | Kok    | EVP      |                               |
|      | Riikka Manner       | 14. Juli 2009  | 30. Juni 2014  | Kesk   | ALDE     |                               |
|      | Sirpa Pietikäinen   | 14. Juli 2009  | 30. Juni 2014  | Kok    | EVP      |                               |
|      | Mitro Repo          | 14. Juli 2009  | 30. Juni 2014  | SDP    | S&D      |                               |
|      | Petri Sarvamaa      | 1. März 2012   | 30. Juni 2014  | Kok    | EVP      | Nachgerückt für Ville Itälä   |
|      | Timo Soini          | 14. Juli 2009  | 25. April 2011 | PS     | EFD      | Nachrücker: Sampo Terho       |
|      | Hannu Takkula       | 14. Juli 2009  | 30. Juni 2014  | Kesk   | ALDE     |                               |
|      | Sampo Terho         | 26. April 2011 | 30. Juni 2014  | PS     | EFD      | Nachgerückt für Timo Soini    |
|      | Nils Torvalds       | 5. Juli 2012   | 30. Juni 2014  | RKP    | ALDE     | Nachgerückt für Carl Haglund  |